# Сюзънвил (Калифорния)
Сюзънвил (на английски: Susanville) е град и окръжен център на окръг Ласън в щата Калифорния, САЩ. Сюзънвил е с население от 13 541 жители (2000) и обща площ от 15,30 км² (5,90 мили²). В Сюзънвил се намира щатски затвор отворил врати 1995 г.